# NATO首脳会合

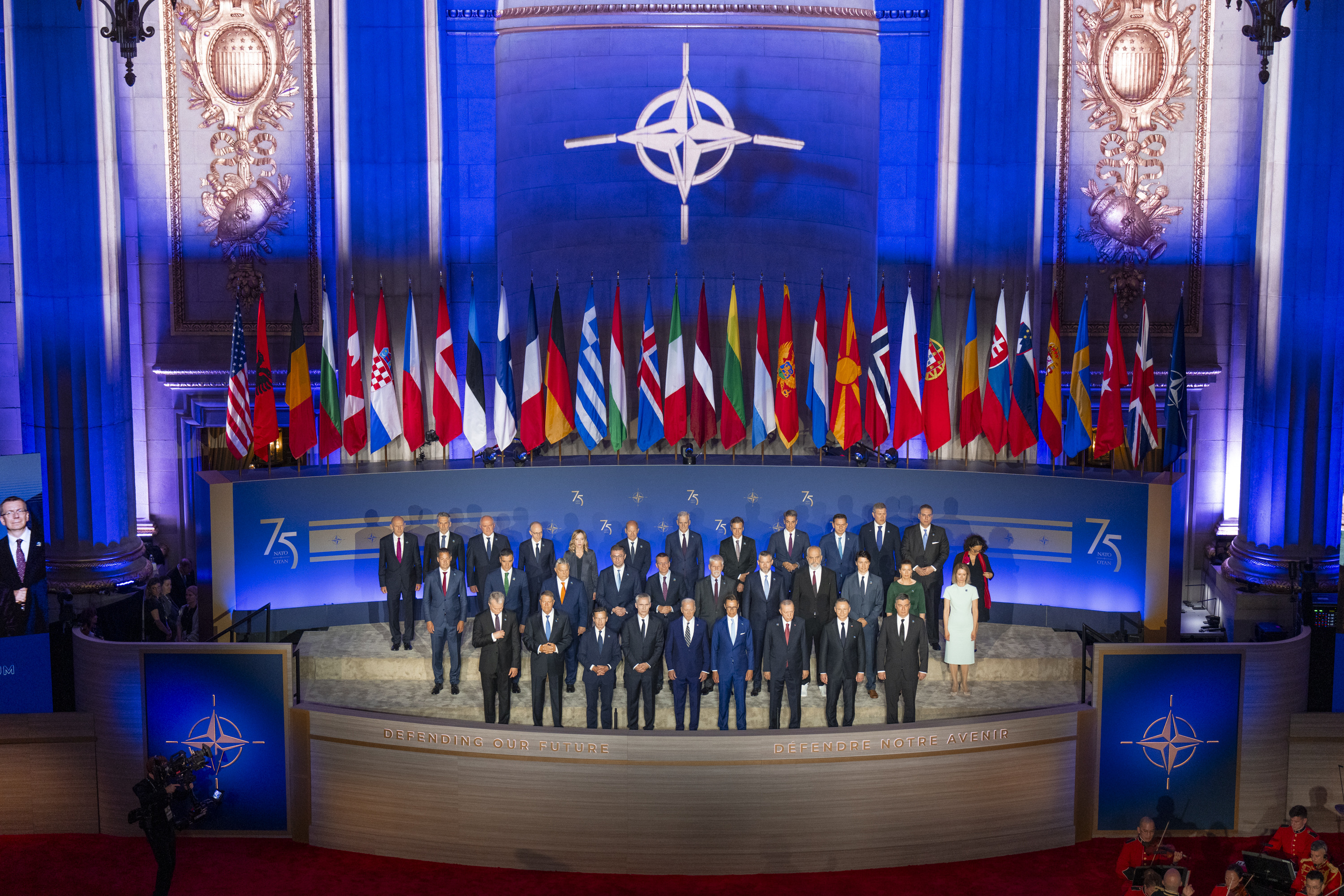
2024年ワシントンNATO首脳会合

NATO首脳会合（NATOしゅのうかいごう）またはNATOサミットとは、北大西洋条約機構(NATO)の首脳による会議である。NATOの活動を評価し、その方向性を示すために行われる。
NATOの会合には、加盟国閣僚によってより頻繁に行われるNATO閣僚会合もあるが、NATO首脳会合においては、NATOの最高レベルの意思決定が行われる。NATO首脳会合では、新しい政策の導入、新規加盟国の承認、新しい主要なイニシアティブの立ち上げ、NATO加盟国以外とのパートナーシップの構築などが行われる。

## NATO首脳会合一覧
1949年のNATO発足以来、2024年までに33回のNATO首脳会合が行われている。このうち、2021年にNATO本部で行われた会合と、2022年3月にブリュッセルで行われた会合は、正式な回次に数えられていない。
| 年     | 月日        | 開催国            | 都市                         | 議長                                          |
| ------ | ----------- | ----------------- | ---------------------------- | --------------------------------------------- |
| 1957年 | 12月16-19日 | フランス          | パリ                         | ルネ・コティ大統領                            |
| 1974年 | 6月26日     | ベルギー          | ブリュッセル                 | レオ・チンデマンス首相                        |
| 1975年 | 5月29-30日  | ベルギー          | ブリュッセル                 | レオ・チンデマンス首相                        |
| 1977年 | 5月10-11日  | イギリス          | ロンドン                     | 首相ジェームズ・キャラハン                    |
| 1978年 | 5月30-31日  | アメリカ合衆国    | ワシントンD.C.               | ジミー・カーター大統領                        |
| 1982年 | 6月10日     | 西ドイツ          | ボン                         | ヘルムート・シュミット首相                    |
| 1985年 | 11月21日    | ベルギー          | ブリュッセル                 | ウィルフリート・マルテンス首相                |
| 1988年 | 3月2-3日    | ベルギー          | ブリュッセル                 | ウィルフリート・マルテンス首相                |
| 1989年 | 5月29-30日  | ベルギー          | ブリュッセル                 | ウィルフリート・マルテンス首相                |
| 1989年 | 12月4日     | ベルギー          | ブリュッセル                 | ウィルフリート・マルテンス首相                |
| 1990年 | 7月5-6日    | イギリス          | ロンドン                     | マーガレット・サッチャー首相                  |
| 1991年 | 11月7-8日   | イタリア          | ローマ                       | ジュリオ・アンドレオッティ首相                |
| 1994年 | 1月10-11日  | ベルギー          | ブリュッセル                 | ジャン＝リュック・デハーネ首相                |
| 1997年 | 5月27日     | フランス          | パリ                         | ジャック・シラク大統領                        |
| 1997年 | 7月8-9日    | スペイン          | マドリード                   | ホセ・マリア・アスナール首相                  |
| 1999年 | 4月23-25日  | アメリカ合衆国    | ワシントンD.C.               | ビル・クリントン大統領                        |
| 2001年 | 6月13日     | ベルギー          | ブリュッセル                 | ジョージ・ロバートソン事務総長                |
| 2002年 | 5月28日     | イタリア          | ローマ                       | シルヴィオ・ベルルスコーニ首相                |
| 2002年 | 11月21-22日 | チェコ            | プラハ                       | ヴラジミール・シュピドラ首相                  |
| 2004年 | 6月28-29日  | トルコ            | イスタンブール               | レジェップ・タイイップ・エルドアン首相        |
| 2005年 | 2月22日     | ベルギー          | ブリュッセル                 | ヒー・フェルホフスタット首相                  |
| 2006年 | 11月28-29日 | ラトビア          | リガ                         | アイガルス・カルヴィティス首相                |
| 2008年 | 4月2-4日    | ルーマニア        | ブカレスト                   | トラヤン・バセスク大統領                      |
| 2009年 | 4月2-3日    | フランス · ドイツ | ストラスブール ケール        | ニコラ・サルコジ大統領 アンゲラ・メルケル首相 |
| 2010年 | 11月19-20日 | ポルトガル        | リスボン                     | ジョゼ・ソクラテス首相                        |
| 2012年 | 5月20-21日  | アメリカ合衆国    | シカゴ                       | バラクオバマ大統領                            |
| 2014年 | 9月4-5日    | イギリス          | ニューポートおよびカーディフ | デービッド・キャメロン首相                    |
| 2016年 | 7月8-9日    | ポーランド        | ワルシャワ                   | アンジェイ・ドゥダ大統領                      |
| 2017年 | 5月25日     | ベルギー          | ブリュッセル                 | シャルル・ミシェル首相                        |
| 2018年 | 7月11-12日  | ベルギー          | ブリュッセル                 | イェンス・ストルテンベルク事務総長            |
| 2019年 | 12月3-4日   | イギリス          | ワトフォード                 | ボリス・ジョンソン首相                        |
| 2021年 | 6月14日     | ベルギー          | ブリュッセル                 | イェンス・ストルテンベルク事務総長            |
| 2022年 | 6月29-30日  | スペイン          | マドリード                   | ペドロ・サンチェス首相                        |
| 2023年 | 7月11-12日  | リトアニア        | ヴィリニュス                 | ギタナス・ナウセダ大統領                      |
| 2024年 | 7月9-11日   | アメリカ合衆国    | ワシントンD.C.               | ジョー・バイデン大統領                        |